# Други човек (филм)
Други човек је југословенски филм из 1988. године. Режирао га је Милан Живковић, који је написао и сценарио за филм.

## Радња
Амерички глумац долази у Југославију да одигра улогу у америчко-југословенском копродукционом филму „Други човек“ и тада сазнаје да је редитељ филма на мистериозан начин убијен. У исто време открива да је убијени редитељ био уплетен у међународну трговину белим робљем.

## Улоге
| Глумац                  | Улога                |
| ----------------------- | -------------------- |
| Дерил Хејни             | Оливер Рајт          |
| Сузане Воук             | Нина Абулаџе         |
| Бранко Цвејић           | Живковић             |
| Драган Максимовић       | Инспектор Петровић   |
| Весна Малохоџић         | Јагода               |
| Танасије Узуновић       | Лажни Коља           |
| Ирфан Менсур            | Новинар Портер       |
| Тони Лауренчић          | Оливер               |
| Михајло Бата Паскаљевић | Чувар Зоолошког врта |
| Предраг Милинковић      | Полицијски агент     |
| Мило Мирановић          | Рецепционар          |
| Ратко Танкосић          | Тип 1                |
| Александар Тодоровић    | Тип 2                |
| Милан Живковић          | Косја                |
| Весна Лончаревић        | Сузи                 |
| Мариола Фотез           | Ана                  |
| Ана Адамек              | Ева                  |
| Петар Жунић             | Цибулски             |